# Берёзовский сельский округ (Краснодарский край)
Берёзовский сельский округ — административно-территориальная единица в составе Прикубанского внутригородского округа города Краснодара Краснодарского края. В рамках муниципального устройства относится к муниципальному образованию город Краснодар.
Административный центр — посёлок Берёзовый.
Сельский округ расположен к северо-западу от центра города Краснодара.

## Население
| 2010   |
| ------ |
| 13 623 |

## Населённые пункты
В состав сельского округа входят 10 населённых пунктов.
| №  | Населённый пункт                  | Тип населённого пункта | Население |
| -- | --------------------------------- | ---------------------- | --------- |
| 1  | Берёзовый                         | посёлок                | ↗7605     |
| 2  | Восточный                         | хутор                  | ↗56       |
| 3  | Колосистый                        | посёлок                | ↗2080     |
| 4  | Копанской                         | хутор                  | ↗1387     |
| 5  | Краснолит                         | посёлок                | ↘277      |
| 6  | Новый                             | хутор                  | ↗128      |
| 7  | отделения № 2 СКЗНИИСиВ (Водники) | посёлок                | ↗2408     |
| 8  | отделения № 3 ОПХ КНИИСХ          | посёлок                | ↗64       |
| 9  | отделения № 3 СКЗНИИСиВ           | посёлок                | ↘333      |
| 10 | Черников                          | хутор                  | ↗147      |

## История
В 1981 году был образован Берёзовский сельский Совет народных депутатов в подчинении Краснодарскому горсовету (Прикубанскому району города Краснодара). В октябре 1993 года Берёзовский сельсовет был упразднён в пользу сельского округа.